# Le Pont du Nord
Pour plus de détails, voir Fiche technique et Distribution.
Le Pont du Nord est un film français de Jacques Rivette sorti en 1981.

## Synopsis
Marie sort de prison. À la rue et claustrophobe, elle tente de retrouver son compagnon. En chemin, elle rencontre Baptiste, sorte de Don Quichotte au féminin venue d'Ailleurs-les-Oies. Dans leurs pérégrinations autour de Paris, elles sont traquées par une sorte de police parallèle, les « Max ».

## Fiche technique
- Titre : Le Pont du Nord
- Réalisation : Jacques Rivette
- Scénario : Jacques Rivette, Bulle Ogier, Pascale Ogier, Suzanne Schiffman
- Dialogues : Jérôme Prieur
- Photo : William Lubtchansky, Caroline Champetier
- Montage : Nicole Lubtchansky, Catherine Quesemand
- Son : Georges Prat, Gérard Lecas
- Musique : Astor Piazzolla
- Première assistante : Suzanne Schiffman
- Production : 
  - Producteurs délégués : Barbet Schroeder, Jean-Pierre Mahot
  - Productrice exécutive : Martine Marignac
- Sociétés de production : Les Films du losange, Lyric International, La Cecilia
- Langue originale : français
- Pays de production :  France
- Durée : 129 minutes
- Dates de sortie : 
  - États-Unis : 7 octobre 1981 (Festival du film de New York)
  - France : 13 janvier 1982 [1]
- Format : Couleur - 35 mm

## Distribution
- Bulle Ogier : Marie
- Pascale Ogier : Baptiste
- Pierre Clémenti : Julien
- Jean-François Stévenin : Max
- Steve Baës : le Max au manteau
- Benjamin Baltimore : le Max au couteau
- Joe Dann : le joueur de bonneteau
- Mathieu Schiffman : un Hongrois

## Critiques
Les avis sur Le Pont du Nord sont on ne peut plus opposés.
Vincent Canby assassine le film dans le New York Times à sa sortie :
Lors de l’édition du DVD en 2018, Mathieu Macheret l’encense au contraire dans Le Monde :
Serge Daney insistait pour sa part en 1982 dans Libération sur l’événement rare que pouvait constituer le film :
Richard Brody, en 2018 dans le New Yorker, est pour sa part plus marqué par le tableau d’une ville en mutation sur fond de fin de cycle des combats post soixante-huitards :
Les critiques ont en commun d’insister sur le rôle de premier plan que joue un Paris mi réel, mi rêvé dans le film, filmé comme il ne l’avait jamais été (les lions de ses statues et de ses fontaines, monstres urbains, d’interminable escaliers…),, ; mais aussi sur la dimension particulière que donne au film son interprétation par Bulle et Pascale Ogier, mère et fille à la ville, errances parallèles à l’écran,,.

## Autour du film

### Titre
Le titre du film est inspiré d’une chanson enfantine, Su’ le Pont du Nord.
Non, non ma fille tu n'iras pas danser […]

Son frère arrive dans son bateau doré

Maman n' veut pas que j'aille au bal danser

Mets ta robe blanche et ta ceinture dorée […]

Le pont s'écroule et les voilà noyés

Voilà le sort des enfants obstinés. »
Le rapport du film avec la moralité de la chanson est quelque peu sibyllin. Aucune référence directe n'est d'ailleurs faite dans le film à un quelconque « pont du Nord », mais Marie décrit, dans le jeu de l'oie qui recouvre le plan de Paris, « la case 6, qui est le pont : la noyade ».
Santiago Gallego risque une interprétation :

### Genèse
Le scénario communiqué à la commission d’avance sur recettes semble avoir surtout eu pour rôle d’obtenir son soutien. Le film réel fait largement appel aux discussions entre Jacques Rivette et Bulle Ogier, puis Pascale Ogier, jusqu’à une part d’improvisation lors du tournage,.
Bulle Ogier raconte ainsi ses premiers échanges avec Rivette, à l'origine du film :
Puis il y a une deuxième carte : "Paris, acteur principal, vingt ans après Paris nous appartient [premier film de Rivette], envoi en commando son équipe, extrêmement réduite, trouver des lieux à Paris qui n’ont jamais été filmés.
Troisième carte : Jacques nous donne à lire, à Pascale et à moi, le Don Quichotte, il nous dit de regarder Macadam Cowboy, comme toujours. Jacques suggère les choses dont on va se servir, mais bien sûr, de très loin.
Quatrième carte : Rivette propose à Pascale de jouer dans le film l’autre rôle principal.
Nous avons été, Pascale et moi, dans une sorte de schizophrénie, refusant tout sentiment de parenté. Les autres amis, Pierre Clémenti, Jean-François Stévenin ont complété la [distribution], pendant que l’équipe caméra et le son filmeraient le plus souvent clandestinement, car sans permis de tournage, dans des lieux où c’est impossible, comme en haut de l’Arc de Triomphe, sur les rails de la Petite Ceinture, etc. »